# 李郁庄乡
李郁庄乡，是中华人民共和国河北省保定市定兴县下辖的一个乡镇级行政单位。

## 行政区划
李郁庄乡下辖以下地区：
李郁庄村、侯官营村、彭各庄村、杨各庄村、傅家庄村、东陈家庄村、古庄营村、张百户营村、牛家庄村、玉保庄村、永安庄村和东史家庄村。